# Waldemar Miechowski
Waldemar Miechowski (ur. 6 października 1930 w Częstochowie, zm. 2 czerwca 2021) – polski żużlowiec.

## Życiorys
Urodził się 6 października 1930 r. w Częstochowie. W 1949 r. zdał maturę w liceum im. Traugutta, po czym do 1954 studiował w Wyższej Szkole Inżynierskiej w Częstochowie, uzyskując tytuł inż. mechanika. Po studiach pracował dwa lata jako mechanik w Dziale Głównego Mechanika Częstochowskiego Przedsiębiorstwa Budownictwa Przemysłowego, od 1956 r. był właścicielem warsztatu samochodowego i producentem części do samochodów oraz motocykli. W latach 1992–1998 był dealerem samochodów Renault.
W latach 1945–1959 czołowy zawodnik Częstochowskiego Towarzystwa Cyklistów i Motocyklistów, a od 1951 r. KM Włókniarza Częstochowa. Jako żużlowiec brał udział w zawodach ligowych od ich powstania do 1959 r., wypracowując awans do 1. ligi (1949 r.) i zdobywając drużynowo (w barwach Włókniarza) tytuł mistrza Polski (1959 r.) oraz wielokrotnie będąc finalistą indywidualnych mistrzostw Polski.
Zmarł 2 czerwca 2021 r.